# Magali García Ramis
Magali García Ramis (Santurce, Puerto Rico, 1946) es una escritora puertorriqueña.

## Biografía
Magali García Ramis nació en el año 1946 en Santurce, Puerto Rico.
Se crio en una familia muy unida, de la cual, una de sus tías, María Luisa Ramis, fue la primera fundadora de un laboratorio en Puerto Rico, en el cual trabajaba su madre, por lo que pasó gran parte de su infancia en el laboratorio y en la casa de su abuela.
Cuando era adolescente, se trasladó con su familia a Miramar, donde estudió en la Academia del  Perpetuo Socorro.
En 1964 se inscribió en la Universidad de Puerto Rico, donde se graduó en Historia. Luego de graduarse, trabajó un tiempo para el periódico en  El Mundo, el de mayor circulación en esa época.
En 1968 se graduó de un Bachillerato en Historia de la Universidad de Puerto Rico y recibió una beca para estudiar una Maestría en periodismo en la Universidad de Columbia, de Nueva York. Poco después, durante su residencia en NY,  escribió su primera historia titulada “Todos los domingos”, con la que ganó el primer premio en el concurso literario “Ateneo Puertorriqueño”.
En 1971 volvió a Puerto Rico y comenzó a trabajar en el diario El Imparcial, en donde estuvo por un año, y también trabajó entonces para la revista Avance, en la que se mantuvo hasta 1973. Al mismo tiempo, comenzó a impartir curos a graduados de periodismo en la recién inaugurada Escuela de Comunicación de la Universidad de Puerto Rico.
Durante este tiempo, continuó dedicando su tiempo libre a escribir cuentos, para luego enviar un libro con 4 de ellos a un concurso de Cuba llamado “Casa de las Américas”, en el cual recibió una mención honoraria por la historia titulada “La viuda de Chencho el Loco”, que fue publicado en 1974.
Ese mismo año se mudó a México, donde completó los cursos para un doctorado en Estudios Latinoamericanos en la UNAM y volvió una vez más a Puerto Rico 3 años después, en 1977. Estando en México, el Instituto de Cultura Puertorriqueña publicó, en 1976, su primer libro de cuentos  titulado “La familia de todos nosotros”. A su regreso a la isla comenzó a trabajar a tiempo completo para la Escuela de Comunicación de la Universidad de Puerto Rico. 
En los años siguientes, colaboró con diversos diarios puertorriqueños, y en 1985 terminó su novela, Felices Días, Tío Sergio, que fue publicada al año siguiente y que es su obra más premiada. Este libro cuenta la historia de una niña de clase media puertorriqueña llamada Lidia, que en su crianza chocará entre identidades opuestas: el modelo norteamericano, el legado europeo y la propia cultura puertorriqueña.
En 1988, García Ramis recibió una Beca Guggenheim para trabajar en su segunda novela, Las horas del Sur, y ya en 2000 publicó La ciudad que me habita, una colección de artículos que escribió para periódicos como El Mundo, El Imparcial, Avance, Claridad y La Hora. En el 1993 publicó, "La ciudad que me habita", colección de artículos  columnas; en 1995 la colección de cuentos "Las noches del riel de oro" y en 2005 la novela "Las horas del Sur".
Las historias de García Ramis son descripciones de la cultura puertorriqueña, así como de su política y sus valores familiares. Esta autora trata en sus libros temas como la interacción familiar y la identidad puertorriqueña.
En 2009, fue elegida a la Academia Puertorriqueña de la Lengua Española.

## Obras (Libros)
- La familia de todos nosotros (1976) (cuentos)
- La ciudad que me habita (1993) (ensayos y columnas)
- Las noches del riel de oro (1995) (cuentos)
- Felices días, tío Sergio (1986) (novela)
- Las horas del sur (2005) (novela)
- La R de mi padre y otras letras familiares (2012) (ensayos)
- De cómo el niño Genaro se hizo hombre (1994) (literatura juvenil)
- La cabaña del tiempo escondido (novela infantil)